# 阔瓢蜡蝉属
阔瓢蜡蝉属（学名：Rotundiforma）是瓢蜡蝉科下的一个属。

## 下属物种
本属包括以下物种：
- 黑斑阔瓢蜡蝉 Rotundiforma nigrimaculata Meng, Wang & Qin, 2013